# Biblioteca Nacional do Equador

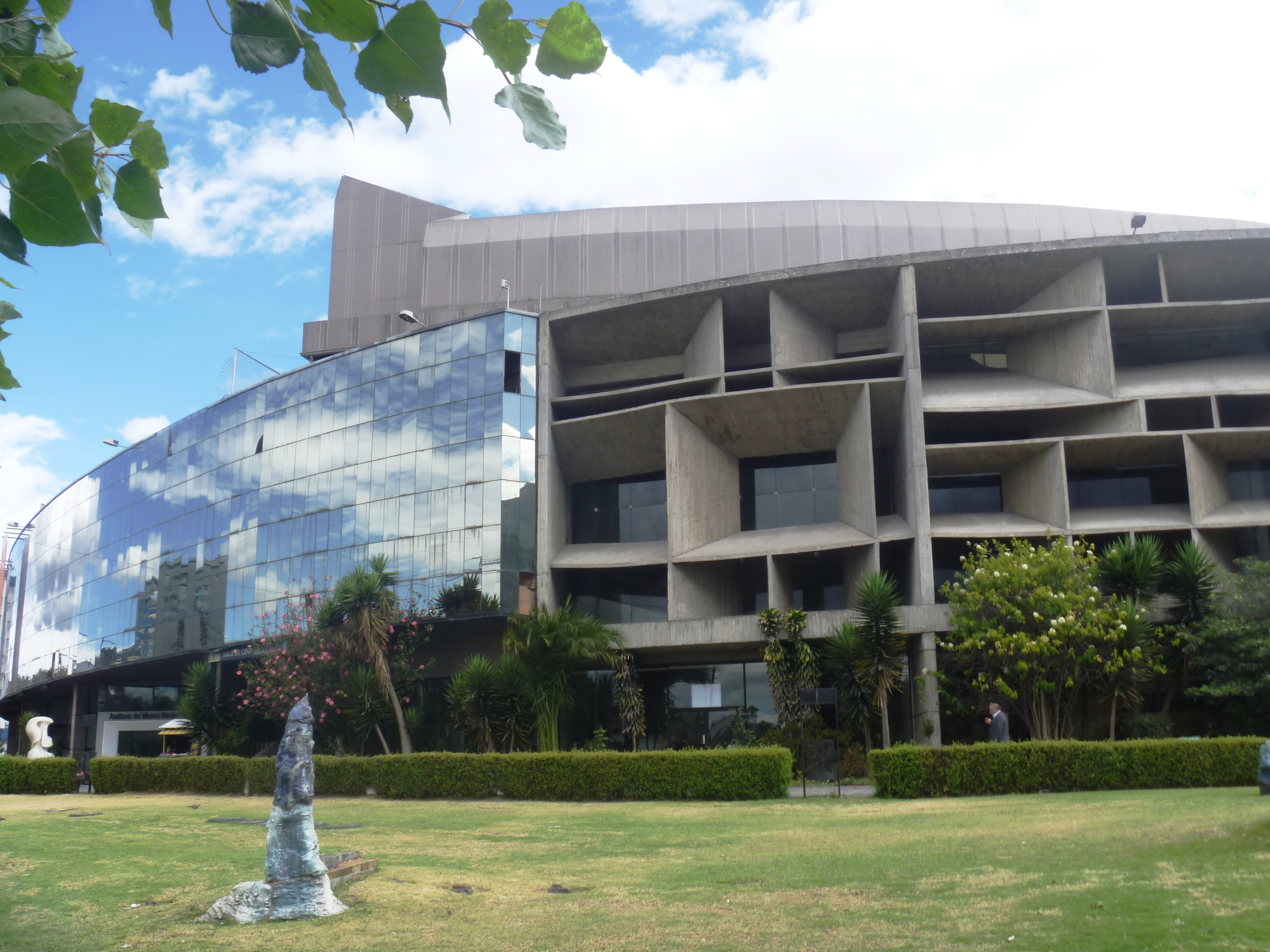
Biblioteca Nacional do Equador

A Biblioteca Nacional do Equador (em espanhol: Biblioteca Nacional do Equador "Eugenio Espejo" ) está localizada em Quito, Equador. A biblioteca recebeu o nome do escritor e advogado Eugenio Espejo. 

Em 1859, um terremoto destruiu a biblioteca. 